# 栾川林蛙
栾川林蛙（学名：Rana luanchuanensis），一种于中华人民共和国河南省栾川县庙子镇汉秋村附近的通伊河发现的两栖动物，隶属于蛙科蛙属。

## 形态特征
栾川林蛙雄蛙体长27.2～33豪米，雌蛙体长23.7～41.2毫米。身体背面皮肤光滑，呈灰棕色；四肢背面具灰褐色横纹；身体腹面为白色，有不规则的黑色斑点；四肢腹面为红色。